# Atrochromadora denticulata
Atrochromadora denticulata är en rundmaskart som beskrevs av Christian Wieser och Stephen Donald Hopper 1967. Atrochromadora denticulata ingår i släktet Atrochromadora och familjen Chromadoridae. Inga underarter finns listade i Catalogue of Life.